# Josip Plahuta
|   | a | b | c | d | e | f | g | h |   |
| 8 | d8 white bishop · g8 black rook · h7 black rook · a6 black knight · e6 black pawn · f6 black bishop · c5 white pawn · e5 black king · c4 white king · e4 white pawn · c3 black pawn · d3 white pawn · d1 white queen · g1 white rook | d8 white bishop · g8 black rook · h7 black rook · a6 black knight · e6 black pawn · f6 black bishop · c5 white pawn · e5 black king · c4 white king · e4 white pawn · c3 black pawn · d3 white pawn · d1 white queen · g1 white rook | d8 white bishop · g8 black rook · h7 black rook · a6 black knight · e6 black pawn · f6 black bishop · c5 white pawn · e5 black king · c4 white king · e4 white pawn · c3 black pawn · d3 white pawn · d1 white queen · g1 white rook | d8 white bishop · g8 black rook · h7 black rook · a6 black knight · e6 black pawn · f6 black bishop · c5 white pawn · e5 black king · c4 white king · e4 white pawn · c3 black pawn · d3 white pawn · d1 white queen · g1 white rook | d8 white bishop · g8 black rook · h7 black rook · a6 black knight · e6 black pawn · f6 black bishop · c5 white pawn · e5 black king · c4 white king · e4 white pawn · c3 black pawn · d3 white pawn · d1 white queen · g1 white rook | d8 white bishop · g8 black rook · h7 black rook · a6 black knight · e6 black pawn · f6 black bishop · c5 white pawn · e5 black king · c4 white king · e4 white pawn · c3 black pawn · d3 white pawn · d1 white queen · g1 white rook | d8 white bishop · g8 black rook · h7 black rook · a6 black knight · e6 black pawn · f6 black bishop · c5 white pawn · e5 black king · c4 white king · e4 white pawn · c3 black pawn · d3 white pawn · d1 white queen · g1 white rook | d8 white bishop · g8 black rook · h7 black rook · a6 black knight · e6 black pawn · f6 black bishop · c5 white pawn · e5 black king · c4 white king · e4 white pawn · c3 black pawn · d3 white pawn · d1 white queen · g1 white rook | 8 |
| 7 | d8 white bishop · g8 black rook · h7 black rook · a6 black knight · e6 black pawn · f6 black bishop · c5 white pawn · e5 black king · c4 white king · e4 white pawn · c3 black pawn · d3 white pawn · d1 white queen · g1 white rook | d8 white bishop · g8 black rook · h7 black rook · a6 black knight · e6 black pawn · f6 black bishop · c5 white pawn · e5 black king · c4 white king · e4 white pawn · c3 black pawn · d3 white pawn · d1 white queen · g1 white rook | d8 white bishop · g8 black rook · h7 black rook · a6 black knight · e6 black pawn · f6 black bishop · c5 white pawn · e5 black king · c4 white king · e4 white pawn · c3 black pawn · d3 white pawn · d1 white queen · g1 white rook | d8 white bishop · g8 black rook · h7 black rook · a6 black knight · e6 black pawn · f6 black bishop · c5 white pawn · e5 black king · c4 white king · e4 white pawn · c3 black pawn · d3 white pawn · d1 white queen · g1 white rook | d8 white bishop · g8 black rook · h7 black rook · a6 black knight · e6 black pawn · f6 black bishop · c5 white pawn · e5 black king · c4 white king · e4 white pawn · c3 black pawn · d3 white pawn · d1 white queen · g1 white rook | d8 white bishop · g8 black rook · h7 black rook · a6 black knight · e6 black pawn · f6 black bishop · c5 white pawn · e5 black king · c4 white king · e4 white pawn · c3 black pawn · d3 white pawn · d1 white queen · g1 white rook | d8 white bishop · g8 black rook · h7 black rook · a6 black knight · e6 black pawn · f6 black bishop · c5 white pawn · e5 black king · c4 white king · e4 white pawn · c3 black pawn · d3 white pawn · d1 white queen · g1 white rook | d8 white bishop · g8 black rook · h7 black rook · a6 black knight · e6 black pawn · f6 black bishop · c5 white pawn · e5 black king · c4 white king · e4 white pawn · c3 black pawn · d3 white pawn · d1 white queen · g1 white rook | 7 |
| 6 | d8 white bishop · g8 black rook · h7 black rook · a6 black knight · e6 black pawn · f6 black bishop · c5 white pawn · e5 black king · c4 white king · e4 white pawn · c3 black pawn · d3 white pawn · d1 white queen · g1 white rook | d8 white bishop · g8 black rook · h7 black rook · a6 black knight · e6 black pawn · f6 black bishop · c5 white pawn · e5 black king · c4 white king · e4 white pawn · c3 black pawn · d3 white pawn · d1 white queen · g1 white rook | d8 white bishop · g8 black rook · h7 black rook · a6 black knight · e6 black pawn · f6 black bishop · c5 white pawn · e5 black king · c4 white king · e4 white pawn · c3 black pawn · d3 white pawn · d1 white queen · g1 white rook | d8 white bishop · g8 black rook · h7 black rook · a6 black knight · e6 black pawn · f6 black bishop · c5 white pawn · e5 black king · c4 white king · e4 white pawn · c3 black pawn · d3 white pawn · d1 white queen · g1 white rook | d8 white bishop · g8 black rook · h7 black rook · a6 black knight · e6 black pawn · f6 black bishop · c5 white pawn · e5 black king · c4 white king · e4 white pawn · c3 black pawn · d3 white pawn · d1 white queen · g1 white rook | d8 white bishop · g8 black rook · h7 black rook · a6 black knight · e6 black pawn · f6 black bishop · c5 white pawn · e5 black king · c4 white king · e4 white pawn · c3 black pawn · d3 white pawn · d1 white queen · g1 white rook | d8 white bishop · g8 black rook · h7 black rook · a6 black knight · e6 black pawn · f6 black bishop · c5 white pawn · e5 black king · c4 white king · e4 white pawn · c3 black pawn · d3 white pawn · d1 white queen · g1 white rook | d8 white bishop · g8 black rook · h7 black rook · a6 black knight · e6 black pawn · f6 black bishop · c5 white pawn · e5 black king · c4 white king · e4 white pawn · c3 black pawn · d3 white pawn · d1 white queen · g1 white rook | 6 |
| 5 | d8 white bishop · g8 black rook · h7 black rook · a6 black knight · e6 black pawn · f6 black bishop · c5 white pawn · e5 black king · c4 white king · e4 white pawn · c3 black pawn · d3 white pawn · d1 white queen · g1 white rook | d8 white bishop · g8 black rook · h7 black rook · a6 black knight · e6 black pawn · f6 black bishop · c5 white pawn · e5 black king · c4 white king · e4 white pawn · c3 black pawn · d3 white pawn · d1 white queen · g1 white rook | d8 white bishop · g8 black rook · h7 black rook · a6 black knight · e6 black pawn · f6 black bishop · c5 white pawn · e5 black king · c4 white king · e4 white pawn · c3 black pawn · d3 white pawn · d1 white queen · g1 white rook | d8 white bishop · g8 black rook · h7 black rook · a6 black knight · e6 black pawn · f6 black bishop · c5 white pawn · e5 black king · c4 white king · e4 white pawn · c3 black pawn · d3 white pawn · d1 white queen · g1 white rook | d8 white bishop · g8 black rook · h7 black rook · a6 black knight · e6 black pawn · f6 black bishop · c5 white pawn · e5 black king · c4 white king · e4 white pawn · c3 black pawn · d3 white pawn · d1 white queen · g1 white rook | d8 white bishop · g8 black rook · h7 black rook · a6 black knight · e6 black pawn · f6 black bishop · c5 white pawn · e5 black king · c4 white king · e4 white pawn · c3 black pawn · d3 white pawn · d1 white queen · g1 white rook | d8 white bishop · g8 black rook · h7 black rook · a6 black knight · e6 black pawn · f6 black bishop · c5 white pawn · e5 black king · c4 white king · e4 white pawn · c3 black pawn · d3 white pawn · d1 white queen · g1 white rook | d8 white bishop · g8 black rook · h7 black rook · a6 black knight · e6 black pawn · f6 black bishop · c5 white pawn · e5 black king · c4 white king · e4 white pawn · c3 black pawn · d3 white pawn · d1 white queen · g1 white rook | 5 |
| 4 | d8 white bishop · g8 black rook · h7 black rook · a6 black knight · e6 black pawn · f6 black bishop · c5 white pawn · e5 black king · c4 white king · e4 white pawn · c3 black pawn · d3 white pawn · d1 white queen · g1 white rook | d8 white bishop · g8 black rook · h7 black rook · a6 black knight · e6 black pawn · f6 black bishop · c5 white pawn · e5 black king · c4 white king · e4 white pawn · c3 black pawn · d3 white pawn · d1 white queen · g1 white rook | d8 white bishop · g8 black rook · h7 black rook · a6 black knight · e6 black pawn · f6 black bishop · c5 white pawn · e5 black king · c4 white king · e4 white pawn · c3 black pawn · d3 white pawn · d1 white queen · g1 white rook | d8 white bishop · g8 black rook · h7 black rook · a6 black knight · e6 black pawn · f6 black bishop · c5 white pawn · e5 black king · c4 white king · e4 white pawn · c3 black pawn · d3 white pawn · d1 white queen · g1 white rook | d8 white bishop · g8 black rook · h7 black rook · a6 black knight · e6 black pawn · f6 black bishop · c5 white pawn · e5 black king · c4 white king · e4 white pawn · c3 black pawn · d3 white pawn · d1 white queen · g1 white rook | d8 white bishop · g8 black rook · h7 black rook · a6 black knight · e6 black pawn · f6 black bishop · c5 white pawn · e5 black king · c4 white king · e4 white pawn · c3 black pawn · d3 white pawn · d1 white queen · g1 white rook | d8 white bishop · g8 black rook · h7 black rook · a6 black knight · e6 black pawn · f6 black bishop · c5 white pawn · e5 black king · c4 white king · e4 white pawn · c3 black pawn · d3 white pawn · d1 white queen · g1 white rook | d8 white bishop · g8 black rook · h7 black rook · a6 black knight · e6 black pawn · f6 black bishop · c5 white pawn · e5 black king · c4 white king · e4 white pawn · c3 black pawn · d3 white pawn · d1 white queen · g1 white rook | 4 |
| 3 | d8 white bishop · g8 black rook · h7 black rook · a6 black knight · e6 black pawn · f6 black bishop · c5 white pawn · e5 black king · c4 white king · e4 white pawn · c3 black pawn · d3 white pawn · d1 white queen · g1 white rook | d8 white bishop · g8 black rook · h7 black rook · a6 black knight · e6 black pawn · f6 black bishop · c5 white pawn · e5 black king · c4 white king · e4 white pawn · c3 black pawn · d3 white pawn · d1 white queen · g1 white rook | d8 white bishop · g8 black rook · h7 black rook · a6 black knight · e6 black pawn · f6 black bishop · c5 white pawn · e5 black king · c4 white king · e4 white pawn · c3 black pawn · d3 white pawn · d1 white queen · g1 white rook | d8 white bishop · g8 black rook · h7 black rook · a6 black knight · e6 black pawn · f6 black bishop · c5 white pawn · e5 black king · c4 white king · e4 white pawn · c3 black pawn · d3 white pawn · d1 white queen · g1 white rook | d8 white bishop · g8 black rook · h7 black rook · a6 black knight · e6 black pawn · f6 black bishop · c5 white pawn · e5 black king · c4 white king · e4 white pawn · c3 black pawn · d3 white pawn · d1 white queen · g1 white rook | d8 white bishop · g8 black rook · h7 black rook · a6 black knight · e6 black pawn · f6 black bishop · c5 white pawn · e5 black king · c4 white king · e4 white pawn · c3 black pawn · d3 white pawn · d1 white queen · g1 white rook | d8 white bishop · g8 black rook · h7 black rook · a6 black knight · e6 black pawn · f6 black bishop · c5 white pawn · e5 black king · c4 white king · e4 white pawn · c3 black pawn · d3 white pawn · d1 white queen · g1 white rook | d8 white bishop · g8 black rook · h7 black rook · a6 black knight · e6 black pawn · f6 black bishop · c5 white pawn · e5 black king · c4 white king · e4 white pawn · c3 black pawn · d3 white pawn · d1 white queen · g1 white rook | 3 |
| 2 | d8 white bishop · g8 black rook · h7 black rook · a6 black knight · e6 black pawn · f6 black bishop · c5 white pawn · e5 black king · c4 white king · e4 white pawn · c3 black pawn · d3 white pawn · d1 white queen · g1 white rook | d8 white bishop · g8 black rook · h7 black rook · a6 black knight · e6 black pawn · f6 black bishop · c5 white pawn · e5 black king · c4 white king · e4 white pawn · c3 black pawn · d3 white pawn · d1 white queen · g1 white rook | d8 white bishop · g8 black rook · h7 black rook · a6 black knight · e6 black pawn · f6 black bishop · c5 white pawn · e5 black king · c4 white king · e4 white pawn · c3 black pawn · d3 white pawn · d1 white queen · g1 white rook | d8 white bishop · g8 black rook · h7 black rook · a6 black knight · e6 black pawn · f6 black bishop · c5 white pawn · e5 black king · c4 white king · e4 white pawn · c3 black pawn · d3 white pawn · d1 white queen · g1 white rook | d8 white bishop · g8 black rook · h7 black rook · a6 black knight · e6 black pawn · f6 black bishop · c5 white pawn · e5 black king · c4 white king · e4 white pawn · c3 black pawn · d3 white pawn · d1 white queen · g1 white rook | d8 white bishop · g8 black rook · h7 black rook · a6 black knight · e6 black pawn · f6 black bishop · c5 white pawn · e5 black king · c4 white king · e4 white pawn · c3 black pawn · d3 white pawn · d1 white queen · g1 white rook | d8 white bishop · g8 black rook · h7 black rook · a6 black knight · e6 black pawn · f6 black bishop · c5 white pawn · e5 black king · c4 white king · e4 white pawn · c3 black pawn · d3 white pawn · d1 white queen · g1 white rook | d8 white bishop · g8 black rook · h7 black rook · a6 black knight · e6 black pawn · f6 black bishop · c5 white pawn · e5 black king · c4 white king · e4 white pawn · c3 black pawn · d3 white pawn · d1 white queen · g1 white rook | 2 |
| 1 | d8 white bishop · g8 black rook · h7 black rook · a6 black knight · e6 black pawn · f6 black bishop · c5 white pawn · e5 black king · c4 white king · e4 white pawn · c3 black pawn · d3 white pawn · d1 white queen · g1 white rook | d8 white bishop · g8 black rook · h7 black rook · a6 black knight · e6 black pawn · f6 black bishop · c5 white pawn · e5 black king · c4 white king · e4 white pawn · c3 black pawn · d3 white pawn · d1 white queen · g1 white rook | d8 white bishop · g8 black rook · h7 black rook · a6 black knight · e6 black pawn · f6 black bishop · c5 white pawn · e5 black king · c4 white king · e4 white pawn · c3 black pawn · d3 white pawn · d1 white queen · g1 white rook | d8 white bishop · g8 black rook · h7 black rook · a6 black knight · e6 black pawn · f6 black bishop · c5 white pawn · e5 black king · c4 white king · e4 white pawn · c3 black pawn · d3 white pawn · d1 white queen · g1 white rook | d8 white bishop · g8 black rook · h7 black rook · a6 black knight · e6 black pawn · f6 black bishop · c5 white pawn · e5 black king · c4 white king · e4 white pawn · c3 black pawn · d3 white pawn · d1 white queen · g1 white rook | d8 white bishop · g8 black rook · h7 black rook · a6 black knight · e6 black pawn · f6 black bishop · c5 white pawn · e5 black king · c4 white king · e4 white pawn · c3 black pawn · d3 white pawn · d1 white queen · g1 white rook | d8 white bishop · g8 black rook · h7 black rook · a6 black knight · e6 black pawn · f6 black bishop · c5 white pawn · e5 black king · c4 white king · e4 white pawn · c3 black pawn · d3 white pawn · d1 white queen · g1 white rook | d8 white bishop · g8 black rook · h7 black rook · a6 black knight · e6 black pawn · f6 black bishop · c5 white pawn · e5 black king · c4 white king · e4 white pawn · c3 black pawn · d3 white pawn · d1 white queen · g1 white rook | 1 |
|   | a | b | c | d | e | f | g | h |   |

Josip Plahuta (Josef Plachutta) (Zadar, 13. svibnja 1827. – 22. srpnja 1883.)  je bio hrvatski šahist, podrijetlom Slovenac.
Bavio se problemskim šahom. Poznat je po svom šahovskom problemu:

Rješenje:
1. Qf3! (prijeti mat 2.d4 )
1...Nxc5 2. Rg7! (ovo je zapravo u stvarnoj Plahuti. Prijeti 3.Qg3 i 3.Bc7)
2...Rgxg7 3. Bc7+ Rxc7 4. Qg3#
2...Rhxg7 3. Qg3+ Rxg3 4. Bc7#

## Vanjske poveznice
- Plachuttini problemi Arhivirana inačica izvorne stranice od 28. rujna 2007. (Wayback Machine) na PDB Serveru za rješavanje šahovskih problema
- Partije Josipa Plahute na Chessgames.com